# Дубенский Крестовоздвиженский монастырь
Дубенский Крестовоздвиженский монастырь — православный, затем — греко-католический монастырь в городе Дубно (Ровненской области). Основан князьями Острожскими в XVI веке.

## История
Точная дата основания монастыря неизвестна. В 1580-х годах Иов Железо (впоследствии Иов Почаевский) стал игуменом монастыря, прожив здесь 20 лет.
После Василианского съезда 1743 года к Литовской василианской провинции были присоединены некоторые волынские монастыри, среди них два дубенских — Спасский и Крестовоздвиженский. До 1812 года обитель оставалась в унии, затем снова стала православной. Крестовоздвиженский монастырский храм был преобразован в приходскую церковь. По просьбе архиепископа Волынского и Варшавского Арсения в 1860 году было получено императорское разрешение на восстановление монастыря, который получил название Крестовоздвиженская пустынь и был приписан к Почаевской лавре. В 1904 году монастырь был повышен до второго класса. Уже под властью Польши, после 1921 года монастырь снова стал пустынью, зависимой от Почаевской лавры. В 1939 году советская власть национализировала земли обители. В ходе освобождения Дубно советскими войсками значительные повреждения получил храм и хозяйственные постройки монастыря. В 1949 году власть приняла решение о закрытии монастыря. До середины 1950-х годов монахи оставили монастырь. В 1960-х остатки разрушенной церкви разобрали, а местность была застроена.
В монастыре в своё время жили и работали Мелетий Смотрицкий, Касиян Сакович, отец Виталий (игумен, переведший здесь в 1604 году с греческого книгу «Диоптра...»), иеромонах Арсений (в 1539-1566 годах создал «Дубенское Четвероевангелие» — шедевр западнорусского книгописания).